# Pierre Hodapp
Pierre Hodapp (* 14. Oktober 1997) ist ein deutscher Fußballspieler.

## Karriere
Hodapp begann seine Karriere beim FV Ravensburg. 2014 wechselte er zum 1. FC Heidenheim, wo er für die A-Junioren zum Einsatz kam. Zur Saison 2016/17 wechselte er nach Österreich zu den Amateuren des SC Austria Lustenau.
An seinem 19. Geburtstag debütierte er für die Profis der Lustenauer in der zweiten Liga, als er am 13. Spieltag der Saison 2016/17 gegen die Kapfenberger SV in der 37. Spielminute für Marco Krainz eingewechselt wurde.
Zur Saison 2017/18 kehrte er nach Deutschland zurück, wo er sich dem siebtklassigen TSV Berg anschloss.